# Eupithecia scione
Eupithecia scione är en fjärilsart som beskrevs av Claude Herbulot 1987. Eupithecia scione ingår i släktet Eupithecia och familjen mätare. Inga underarter finns listade i Catalogue of Life.